# Karen Johnson
Karen Johnson (Montreal, 13 de febrero de 1962) es una deportista canadiense que compitió en vela en la clase 470. Ganó una medalla de oro en el Campeonato Mundial de 470 de 1985.

## Palmarés internacional
| \| Campeonato Mundial \| Campeonato Mundial \| Campeonato Mundial \| Campeonato Mundial \| \| Año \| Lugar \| Medalla \| Clase \| \| ------------------ \| -------------------------- \| ------------------ \| ------------------ \| \| 1985 \| Marina di Carrara (Italia) \| Medalla de oro \| 470 \| |                            |                |       |
| Campeonato Mundial |                            |                |       |
| Año | Lugar                      | Medalla        | Clase |
| 1985 | Marina di Carrara (Italia) | Medalla de oro | 470   |